# Єремєєв Петро Павлович
Петро Павлович Єремєєв (5 грудня 1898, село Менюша Новгородської губернії, тепер Шимського району Новгородської області, Російська Федерація — 1990, місто Ленінград, тепер місто Санкт-Петербург, Російська Федерація) — радянський діяч, голова Новгородського облвиконкому. Депутат Верховної ради СРСР 2-го скликання.

## Біографія
Служив у російській імператорській армії, учасник Першої світової війни.
До 1922 року — в Червоній армії, учасник громадянської війни в Росії.
З 1922 року — голова Менюської сільської ради; голова Медведської районної спілки молочної кооперації; голова виконавчого комітету Батецької районної ради депутатів трудящих. Член ВКП(б) з 1931 року.
До 1944 року — заступник голови виконавчого комітету Ленінградської обласної ради депутатів трудящих. Один із організаторів будівництва оборонних споруд на підступах до Ленінграда, член комісії Ленінградського обласного комітету ВКП(б) із керівництва північно-східними районами Ленінградської області.
У липні 1944 — січні 1949 року — голова виконавчого комітету Новгородської обласної ради депутатів трудящих.
У 1949 році заарештований у «ленінградській справі», 31 березня 1950 року засуджений до ув'язнення.
У 1953 році звільнений та реабілітований. Проживав у Ленінграді.
Помер у 1990 році в Ленінграді (Санкт-Петербурзі).

## Нагороди
- орден Вітчизняної війни ІІ ст.
- орден Червоної Зірки
- орден «Знак Пошани»
- медаль «За оборону Ленінграда»
- медалі